# Orde van Verdienste (Rampur)
Orde van Verdienste is een ridderorde dat in 1895 door de Nawab van Rampur, een vorstenland in Brits-Indië werd ingesteld. Pas in 1920 werd het bestaan van deze ridderorde onder de aandacht van de Britse onderkoning in Delhi gebracht.
De "Nisha-u-Iqbal" was een orde met drie graden of klassen. De stichter was Generaal-Majoor Z.H. Muhammed Hamid Ali Khan Bahadur Nawab van Rampur GCIE, GCVO, GCSI, ADC.
De orde werd in de Eerste Wereldoorlog aan Rampurese militairen die in Oost-Afrika tegen de Duitsers vochten verleend.
Het kleinood wordt beschreven als een portret van de vorst in een diamanten, in een gouden of in een zilveren omlijsting met lelies. De vorst draagt op het portret zijn ceremonieel Indisch kostuum met parelsnoeren en een tulband. Als verhoging is een koningskroon, soms met diamanten, bevestigd.
Het lint is onbekend.
De onderscheiding werd niet aan Britten uitgereikt. De Britse bestuurders van de Raj mochten geen geschenken en zeker geen ridderorden aannemen van de quasi onafhankelijke Indiase vorsten. De vorsten stonden bekend om hun enorme rijkdom maar zij werden door de ambtenaren van de Britse onderkoning scherp in de gaten gehouden. De regering maakte bezwaar tegen het bestaan van ridderorden in de vorstenstaten maar zij zag het bestaan ervan door de vingers zo lang als er geen Britten in die ridderorden werden opgenomen. In een enkel geval heeft men gesanctioneerd dat een politieman een medaille van een Inlandse vorst ontving.
In 1947 werden de vorsten gedwongen om hun staten deel te laten uitmaken van de republiek India. In de "actie polo" greep het Indiase leger in opdracht van Nehru de macht in de zelfstandige rijken als Haiderapur en Patiala. De vorsten kregen een pensioen en zij bleven enige tijd een ceremoniële rol spelen. Hun ridderorden mochten niet worden gedragen in India maar voor zover het om gebruik binnen de familie en het hof ging werd het dragen van de orden van een maharadja door de vingers gezien.

## Voetnoten
1. ↑  Zie de Orde van Verdienste van Nawanagar. In 1935 arresteerde de Britse Inspecteur Generaal der Politie in Jodhpur een bende bandieten die ook Nawanagar onveilig had gemaakt. Pas toen de Orde was omgedoopt in een "medaille" ging de Brits-Indische regering akkoord. Bron: Tony McClenaghen en Guy Stair Sainty